# 선승민
선승민(宣承旼, 2003년 6월 3일 ~ )은 대한민국의 바둑 기사이다.

## 약력
경기도 고양 출신으로 7세가 되던 해 만화를 통해 바둑에 호감을 가지게 되어 용인의 바둑교실에서 처음 바둑돌을 잡았다. 바둑 입문 1년 만에 입단 전문도장으로 옮겼고 2014년부터 한국기원 연구생으로 활동했고 한종진 사범의 지도를 받았다. 2017년 제9회 영재 입단대회를 통해 입단했다. 2019년 제7기 하찬석국수배 영재바둑대회 본선 16강에 진출했다. 2020년 2단을 거쳐 2021년에 3단으로 승단했다.